# Severočeský kraj
Severočeský kraj byl vytvořen 11. dubna 1960 zákonem o územním členění státu. Název kraje byl odvozen od jeho polohy na severu Čech. Sídlem kraje bylo Ústí nad Labem. Severočeský kraj zanikl 1. ledna 2021 nabytím účinnosti nového zákona o územně správním členění státu. Severočeský kraj sousedil se Západočeským krajem na západě, Středočeským krajem na jihu, Východočeským krajem na východě, s německou spolkovou zemí Sasko na severozápadě a s polským Dolnoslezským vojvodstvím na severu.

## Vymezení
Kraj byl vymezen územím okresů Česká Lípa, Děčín, Chomutov, Jablonec nad Nisou, Liberec, Litoměřice, Louny, Most, Teplice, Ústí nad Labem. Okresy Děčín, Chomutov, Litoměřice, Louny, Most, Teplice a Ústí nad Labem tvoří území samosprávného Ústeckého kraje, okresy Česká Lípa, Jablonec nad Nisou a Liberec (společně s okresem Semily, který územně patřil do Východočeského kraje) tvoří území samosprávného Libereckého kraje.

## Vývoj
Původně byl Severočeský kraj i správní jednotkou, která měla také vlastní volený orgán – krajský národní výbor. V roce 1990 byly krajské národní výbory zrušeny a jejich kompetence přešly na stát a okresní úřady. Ústavním zákonem č. 347/1997 Sb., o vytvoření vyšších územně samosprávných celků, a zákonem č. 129/2000 Sb., o krajích, vznikly samosprávné kraje, na které přešly kompetence z rušených okresních úřadů a ze státní úrovně. Na území Severočeského kraje vznikl Ústecký kraj a většina Libereckého kraje a původní Severočeský kraj zůstal jen jednotkou územního členění. Poštovní směrovací čísla míst v Severočeském kraji začínají číslicí 4. Čísla dopravních závodů ČSAD v Severočeském kraji začínala číslicí 4.